# Cameron Norrie
Cameron Norrie (Johannesburg, 23 augustus 1995) is een Britse tennisspeler. Hij heeft vijf ATP-toernooien in het enkel- en één in het dubbelspel gewonnen. Zijn grootste overwinning was het ATP Tour Masters 1000 van Indian Wells in 2021.

## Palmares
| Legenda                       | Legenda               |
| ----------------------------- | --------------------- |
| Grand Slam                    |                       |
| Olympische Spelen             |                       |
| tot 2009                      | vanaf 2009            |
| Tennis Masters Cup            | ATP Finals            |
| ATP Masters Series            | ATP Tour Masters 1000 |
| ATP International Series Gold | ATP Tour 500          |
| ATP International Series      | ATP Tour 250          |

### Enkelspel
| Nr.                  | Datum            | Toernooi           | Ondergrond | Tegenstander in finale | Score            | Details |
| -------------------- | ---------------- | ------------------ | ---------- | ---------------------- | ---------------- | ------- |
| Gewonnen finales     |                  |                    |            |                        |                  |         |
| 1.                   | 24 juli 2021     | ATP Cabo San Lucas | Hardcourt  | Brandon Nakashima      | 6-2, 6-2         | Details |
| 2.                   | 17 oktober 2021  | ATP Indian Wells   | Hardcourt  | Nikoloz Basilasjvili   | 3-6, 6-4, 6-1    | Details |
| 3.                   | 21 februari 2022 | ATP Delray Beach   | Hardcourt  | Reilly Opelka          | 7–6(1), 7–6(4)   | Details |
| 4.                   | 21 mei 2022      | ATP Lyon           | Gravel     | Alex Molčan            | 6–3, 6–7(3), 6–1 | Details |
| 5.                   | 26 februari 2023 | ATP Rio de Janeiro | Gravel     | Carlos Alcaraz         | 5–7, 6–4, 7–5    | Details |
| Verloren finales     |                  |                    |            |                        |                  |         |
| 1.                   | 12 januari 2019  | ATP Auckland       | Hardcourt  | Tennys Sandgren        | 4-6, 2-6         | Details |
| 2.                   | 2 mei 2021       | ATP Estoril        | Gravel     | Albert Ramos Viñolas   | 6-4, 3-6, 6-7(3) | Details |
| 3.                   | 23 mei 2021      | ATP Lyon           | Gravel     | Stéfanos Tsitsipás     | 3-6, 3-6         | Details |
| 4.                   | 20 juni 2021     | ATP Londen         | Gras       | Matteo Berrettini      | 4-6, 7-6(5), 3-6 | Details |
| 5.                   | 3 oktober 2021   | ATP San Diego      | Hardcourt  | Casper Ruud            | 0-6, 2-6         | Details |
| 6.                   | 26 februari 2022 | ATP Acapulco       | Hardcourt  | Rafael Nadal           | 4–6, 4–6         | Details |
| 7.                   | 6 augustus 2022  | ATP Los Cabos      | Hardcourt  | Daniil Medvedev        | 5–7, 0–6         | Details |
| 8.                   | 14 januari 2023  | ATP Auckland       | Hardcourt  | Richard Gasquet        | 6–4, 4–6, 4–6    | Details |
| 9.                   | 19 februari 2023 | ATP Buenos Aires   | Gravel     | Carlos Alcaraz         | 3–6, 5–7         | Details |
| Gewonnen challengers |                  |                    |            |                        |                  |         |
| 1.                   | 30 juli 2017     | Binghamton         | Hardcourt  | Jordan Thompson        | 6-4, 0-6, 6-4    |         |
| 2.                   | 1 oktober 2017   | Tiburon            | Hardcourt  | Tennys Sandgren        | 6-2, 6-3         |         |
| 3.                   | 8 oktober 2017   | Stockton           | Hardcourt  | Darian King            | 6-1, 6-3         |         |

### Dubbelspel
| Nr.                          | Datum      | Toernooi    | Ondergrond | Partner     | Tegenstander in finale     | Score    | Details |
| ---------------------------- | ---------- | ----------- | ---------- | ----------- | -------------------------- | -------- | ------- |
| Gewonnen finales herendubbel |            |             |            |             |                            |          |         |
| 1.                           | 6 mei 2018 | ATP Estoril | Gravel     | Kyle Edmund | Wesley Koolhof Artem Sitak | 6-4, 6-2 | Details |

### Landencompetities
| Nr.              | Datum                | Toernooi  | Ondergrond    | Partner(s)                                                                                             | Tegenstanders                                                                                | Score                 | Ref.    |
| ---------------- | -------------------- | --------- | ------------- | --- | -------------------------------------------------------------------------------------------- | --------------------- | ------- |
| Gewonnen finales |                      |           |               | |                                                                                              |                       |         |
| Verloren finales |                      |           |               | |                                                                                              |                       |         |
| 1.               | 23-25 september 2022 | Laver Cup | Hardcourt (i) | Casper Ruud Rafael Nadal Stéfanos Tsitsipás Novak Djokovic Roger Federer Andy Murray Matteo Berrettini | Taylor Fritz Félix Auger-Aliassime Diego Schwartzman Frances Tiafoe Alex de Minaur Jack Sock | 8-13 (11 wedstrijden) | Details |

## Resultaten grote toernooien
| Legenda | Legenda                          |
| ------- | -------------------------------- |
| g.t.    | geen toernooi gehouden           |
| l.c.    | lagere categorie                 |
| –       | niet deelgenomen                 |
| G       | uitgeschakeld in de groepsfase   |
| 1R      | uitgeschakeld in de eerste ronde |
| 2R      | uitgeschakeld in de tweede ronde |
| 3R      | uitgeschakeld in de derde ronde  |
| 4R      | uitgeschakeld in de vierde ronde |
| KF      | uitgeschakeld in de kwartfinale  |
| HF      | uitgeschakeld in de halve finale |
| F       | de finale verloren               |
| W       | het toernooi gewonnen            |
| w-v     | winst/verlies-balans             |

### Enkelspel
| toernooi             | 2017 | 2018 | 2019 | 2020 | 2021 | 2022 | 2023 |
| -------------------- | ---- | ---- | ---- | ---- | ---- | ---- | ---- |
| grandslamtoernooien  |      |      |      |      |      |      |      |
| Australian Open      | –    | –    | 1R   | 1R   | 3R   | 1R   | 3R   |
| Roland Garros        | –    | 2R   | 1R   | 1R   | 3R   | 3R   | 3R   |
| Wimbledon            | 1R   | 1R   | 2R   | g.t. | 3R   | HF   |      |
| US Open              | 2R   | 2R   | 1R   | 3R   | 1R   | 4R   |      |
| ATP Masters 1000     |      |      |      |      |      |      |      |
| Indian Wells         | –    | 1R   | 1R   | g.t. | W    | KF   | KF   |
| Miami                | –    | 1R   | 1R   | g.t. | 3R   | 4R   | 2R   |
| Monte Carlo          | –    | –    | 3R   | g.t. | –    | 2R   | 1R   |
| Madrid               | –    | –    | –    | g.t. | –    | 3R   | 3R   |
| Rome                 | –    | –    | 2R   | –    | 2R   | 2R   | 4R   |
| Montreal/Toronto     | –    | –    | 2R   | g.t. | 1R   | 3R   |      |
| Cincinnati           | –    | –    | –    | 1R   | 1R   | HF   |      |
| Shanghai             | –    | –    | 2R   | g.t. | g.t. | g.t. |      |
| Parijs               | –    | –    | 1R   | –    | 3R   | 2R   |      |
| olympisch            |      |      |      |      |      |      |      |
| Olympische Spelen    | g.t. | g.t. | g.t. | g.t. | –    | g.t. | g.t. |
| statistieken         |      |      |      |      |      |      |      |
| totaal aantal titels | 0    | 0    | 0    | 0    | 2    | 2    | 1    |
| eindejaarsranking    | 114  | 90   | 53   | 71   | 12   | 14   |      |

### Dubbelspel
| grandslamtoernooien  |      |      |      |      |      |      |
| Australian Open      | –    | 2R   | –    | 1R   | –    | –    |
| Roland Garros        | –    | 2R   | 2R   | 1R   | –    | –    |
| Wimbledon            | 1R   | 2R   | g.t. | 3R   | –    |      |
| US Open              | 1R   | 2R   | –    | –    | –    |      |
| ATP Masters 1000     |      |      |      |      |      |      |
| Indian Wells         | –    | –    | g.t. | 1R   | 2R   | 2R   |
| Miami                | –    | –    | g.t. | –    | –    | –    |
| Monte Carlo          | –    | –    | g.t. | –    | 1R   | 1R   |
| Madrid               | –    | –    | g.t. | –    | 2R   | 1R   |
| Rome                 | –    | –    | –    | –    | 1R   | –    |
| Montreal/Toronto     | –    | 1R   | g.t. | 1R   | 2R   |      |
| Cincinnati           | –    | –    | –    | KF   | 2R   |      |
| Shanghai             | –    | –    | g.t. | g.t. | g.t. |      |
| Parijs               | –    | –    | –    | –    | –    |      |
| olympisch            |      |      |      |      |      |      |
| Olympische Spelen    | g.t. | g.t. | g.t. | –    | g.t. | g.t. |
| statistieken         |      |      |      |      |      |      |
| totaal aantal titels | 1    | 0    | 0    | 0    | 0    | 0    |
| eindejaarsranking    | 182  | 159  | 187  | 149  | 158  |      |